# مسار الشعلة
هي مسرحية من تأليف تيرينس راتيجان، كُتِبت عام 1941 وعرضت لأول مرة عام 1942. تقع أحداثها في فندق بالقرب من قاعدة قيادة قاذفات سلاح الجو الملكي البريطاني خلال الحرب العالمية الثانية، وتدور حول مثلث حب بين الطيار وزوجته الممثلة ونجمة سينمائية شهيرة. وتستند المسرحية جزئيا على تجارب راتيغان الخاصة في زمن الحرب، وأعيد صياغتها بشكل كبير وتكييفها لفيلم «الطريق إلى النجوم».

## مُلخص
في فندق فالكون على ساحل لينكولنشاير، يخطط رجال من قاعدة جوية قريبة لسلاح الجو الملكي البريطاني لقضاء عطلة نهاية الأسبوع مع زوجاتهم. باتريشيا غراهام، ممثلة من لندن، لديها شيء تقوله لزوجها تيدي، وهو طيار مفجر. ويزداد الوضع تعقيدًا عندما يصل بيتر كايل، وهو نجم سينمائي من هوليوود، إلى الفندق، ويتم إرسال تيدي في غارة ليلية على ألمانيا. باتريشيا ممزقة بين شعلة قديمة مشتعلة من جديد والولاء للزوج الذي يعتمد عليها في الدعم.
كانت باتريشيا وبيتر علاقة حب قبل أن تقابل تيدي، لكنها غادرت لأن بيتر لم يكن حرا في الزواج منها. تزوجت باتريشيا تيدي بعد «زوبعة رومانسية في زمن الحرب» بينما كان في إجازة لمدة أسبوع. كانت لا تعرف زوجها جيدا، وكانت لا تزال في حالة حب مع بيتر عندما تزوجا. عادت إلى الاتصال مع بيتر في لندن وتخطط الآن لإخبار تيدي أنها ستتركه، لكنها منزعجة من وصول بيتر غير المتوقع إلى الفندق. يخبرها بيتر أن حياته المهنية تتراجع عندما يكبر وأنه يحتاج إليها.
ينتظر مدفعي تيدي داستي ميلر زوجته مودي، التي تأخرت. مودي لديها فترة راحة قصيرة من الغسيل حيث كان عليها العمل منذ بداية الحرب. تم قصفها خارج منزلهم في الغارة، لكنها تقول: «… هناك حرب جارية، ويجب أن تكون الأمور مختلفة قليلاً، وعلينا أن نتعود على ذلك -هذا كل ما في الأمر.»
تنتظر دوريس زوجها الكونت سكريزيفينسكي، وهو طيار بولندي يخدم مع سلاح الجو الملكي البريطاني. قتل النازيون زوجته وابنه، وجاء إلى بريطانيا، على الرغم من ضعف إتقانه للغة الإنجليزية، للانضمام إلى الحرب ضد ألمانيا. التقت دوريس به أثناء عمله كنادلة، وعلى الرغم من أنها الآن كونتيسته، فإنها تخشى ما سيحدث عندما تنتهي الحرب ويتمكن من العودة إلى بولندا.
كما أن مالكة الفندق، السيدة أوكس؛ بيرسي، وهو نادل شاب مهتم بعمليات سلاح الجو الملكي؛ وطيار يدعى العريف (ويجي جونز). بعد وصول الجميع بوقت قصير، يقوم قائد السرب سوانسون باستدعاء الرجال إلى القاعدة للقيام بعملية ليلية غير مقررة، ويتم ترك زوجاتهم في انتظار عودتهم. سوانسون، التي كان تيدي يناديها جلوريا، لا يزال في الفندق. بينما تنظر باتريشيا وسوانسون إلى طريق الشعلات الضوئية من نافذة الفندق، يتم تدمير إحدى الطائرات عند إقلاعها من قبل سلاح الجو البريطاني. تنزل دوريس ومودي إلى الطابق السفلي بينما يتصل سوانسون بالمطار ويعلم أن الطائرة لا تنتمي إلى أي من أزواجهن.
في الساعة 5:30 صباحا، يعود تيدي وداستي من المهمة، ولكن الكونت سكريزيفينسكي مفقود في العمل. اعترف تيدي لباتريشا أنه يفقد أعصابه. أصيب طائرته وكان مسؤولا عن إعادة طاقمه الستة إلى الوطن. كان يعلم أن طاقمه يثق به لكنه كان مرعوباً، وأخبر (باتريشيا) أنها كانت الشيء الوحيد الذي جعله يستمر. غيرت باتريشيا رأيها وقررت البقاء مع تيدي. وتقول لبيتر: "كنت أعتقد أن سعادتنا الخاصة كانت شيئًا أكثر أهمية من أن تتأثر بأشياء خارجية، مثل الحرب أو عهود الزواج …" … إنها صغيرة جداً و - رخيصة -للأسف."
تطلب دوريس من بيتر ترجمة رسالة مكتوبة باللغة الفرنسية تركها لها الكونت في حالة حدوث أي شيء له. في الرسالة، قال الكونت أنه يحبها ويتمنى أن يأخذها إلى بولندا بعد الحرب. تسأل دوريس إذا كان بيتر قد اختلق هذا الجزء، لكن بيتر أخبرها أنه لم يفعل. يعتزم بيتر إخبار تيدي بكل شيء ولكن يغير رأيه ويغادر. الكونت سكريزيفينسكي يعود بأمان ويجتمع مع دوريس.

## خلفية
يشير عنوان المسرحية إلى المصابيح التي تحدد المدارج، اللازمة للطائرات للإقلاع أو الهبوط بعد حلول الظلام والتي كانت تعرف باسم مسار التوهج. كما لاحظت دوريس في المسرحية، اجتذبت مسارات المضيئة أيضا المقاتلين الليليين الألمان لاستهداف طائرات سلاح الجو الملكي البريطاني. في كتابة المسرحية اعتمد تيرينس راتيجان على تجاربه كمدفعي ذيل في القيادة الساحلية لسلاح الجو الملكي البريطاني. كان يعاني من عرقلة في الكتابة، ولكن في مهمة إلى غرب أفريقيا في عام 1941 بدأ كتابة مسار التوهج. تمكن من حفظ المخطوطة غير المكتملة عندما تضررت طائرته في القتال وأمر الطاقم بالتخلص من الوزن الزائد.

## الإنتاجات
تم رفض «مسار التوهج» في البداية مرتين لأنه كان يعتقد أن الجمهور لن يرغب في مشاهدة مسرحية عن الحرب. تم قبوله من قبل المنتج بينكي بومونت من شركة H.M. Tennent, Ltd. افتتحت المسرحية في مسرح أبولو في لندن في 13 أغسطس 1942. وقد لعب دور تيدي غراهام جاك واتلينج، وزوجته باتريشيا لعبت من قبل فيليس كالفرت. وكان المخرج أنتوني أسكويث، الذي أخرج في وقت لاحق الفيلم الطريق إلى النجوم.
حقق إنتاج لندن نجاحًا حادًا وشعبيًا واستمر لمدة ثمانية عشر شهرًا و 679 عرضًا. وقد أُذن لراتيغان بحضور ليلة الافتتاح، وأشار إلى أنه «قضى معظم تلك الليلة واقفًا بصلابة للفت الانتباه، في حين أن المارشال الجوي بعد المارشال الجوي اقترب من الضابط الطائر المتواضع ليقول له كيف كان ينبغي أن تكتب مسرحيته». من بين الشخصيات البارزة التي حضرت عروض فلاير باث كان المارشال الجوي السير فيليب جوبيرت، ورئيس الوزراء ونستون تشرشل. وقال تشرشل أن المسرحية كانت «تحفة من التبسيط … ولكننا جيدون في الاستخفاف، أليس كذلك»؟